# Уайтхаус, Джимми
Джеймс Лью́ингтон Уайтха́ус (англ. James Lewington Whitehouse; 9 апреля 1873 — 7 февраля 1934), также известный как Джи́мми Уайтха́ус (англ. Jimmy Whitehouse) и Ри́ппер Уайтха́ус (англ. Ripper Whitehouse) — английский футболист, вратарь. Наиболее известен по выступлениям за клубы «Гримсби Таун», «Астон Вилла» и «Манчестер Юнайтед», за которые провёл более 200 игр в Футбольной лиге Англии.

## Футбольная карьера
Уроженец Бирмингема, Уайтхаус начал карьеру в клубе «Бирмингем Сент-Джорджес», выступавшем в Футбольном альянсе. Однако по окончании сезона 1891/92 клуб был признан банкротом и расформирован. Перед началом сезона 1892/93 Уайтхаус перешёл в клуб «Гримсби Таун», приглашённый в новообразованный Второй дивизион Футбольной лиги. Провёл 4 сезона за клуб с восточного побережья, где стал игроком основного состава и сыграл 110 матчей в лиге. В июле 1896 года перешёл в клуб Первого дивизиона «Астон Вилла» за 200 фунтов стерлингов, что было рекордной суммой, заплаченной за вратаря.
Сезон 1896/97 начал в качестве резервного вратаря (основным был Том Уилкс), но вскоре завоевал место в воротах, сыграв в 17 из 19 матчей в первой половине сезона. В январе Уилкс вернулся в ворота (после поражения от «Сандерленда» со счётом 2:4, в котором Уайтхаус пропустил 4 мяча), а Уайтхаус сел на скамейку. Он, однако, вернулся в ворота команды на четыре финальные игры сезона в лиге, а также на полуфинал и финал Кубка Англии. Команда выиграла все шесть этих матчей, а Уайтхаус пропустил в них только 3 мяча. «Астон Вилла» по итогам сезона стала чемпионом Англии и обладателем Кубка Англии, став первой командой, выигравшей «дубль» со времён «Престон Норт Энд» в сезоне 1888/89.
В сезоне 1897/98 Уайтхаус сыграл в трёх стартовых матчах чемпионата, но после этого на протяжении нескольких месяцев место в воротах «Виллы» занимали Уилкс и Билли Джордж. Уайтхаус вернулся в основной состав в декабре 1897 года и играл до самого конца сезона, а его команда не смогла защитить чемпионский титул, заняв в лиге лишь 6-е место, а из Кубка Англии выбыла уже после первого раунда, проиграв «Дерби Каунти» со счётом 1:0.
В мае 1898 года Уайтхаус перешёл в клуб Южной лиги «Бедминстер», где провёл один сезон. В 1899 году вернулся в «Гримсби Таун». В сезоне 1899/1900 провёл 27 из 34 матчей в чемпионате. В сентябре 1900 года перешёл в «Ньютон Хит» (который через 2 года был переименован в «Манчестер Юнайтед»). Его дебют за клуб состоялся 15 сентября 1900 года в матче Второго дивизиона против «Бернли». Выступал за клуб почти три сезона, сыграв 59 матчей в лиге и ещё 5 — в Кубке Англии. 25 февраля 1901 года в матче против «Уолсолла» вышел на поле на позиции левого инсайда, так как из-за травм в команде не осталось игроков на этой позиции, а его место в воротах занял Джеймс Гарви.
В сезоне 1902/03 проиграл конкуренцию за место в воротах Герберту Берченафу, после чего покинул клуб, перейдя к соседям «Юнайтед», в «Манчестер Сити», в феврале 1903 года. Провёл в «Сити» семь месяцев, но не сыграл ни одного матча в основном составе, после чего перешёл в шотландский клуб «Терд Ланарк» в сентябре 1903 года. В следующем году вернулся в Англию, став игроком «Халл Сити». В 1905 году перешёл в «Саутенд Юнайтед», где и завершил карьеру в 1907 году.

## Достижения
Астон Вилла
- Чемпион Первого дивизиона: 1896/97
- Обладатель Кубка Англии: 1896/97